# Siloca campestrata
Siloca campestrata là một loài nhện trong họ Salticidae.
Loài này thuộc chi Siloca. Siloca campestrata được Eugène Simon miêu tả năm 1902.